# 달무리 (드라마)

## 출연진
- 장미희
- 임동진
- 노주현
- 이치우
- 장미자
- 정재순
- 양영준
- 김미숙
- 반문섭
- 김형준
- 박영목
- 임혁주
- 유동근
- 고광우
- 전영수
- 남현주
- 조인표
- 도일부 (Jon thorpe) - 특별출연

## 제작진
- 극본 : 유열
- 연출 : 이진욱
- 기술감독 : 조세동
- 조명감독 : 임길신
- 음향 : 김무남, 원태희, 이상권
- 조명 : 정현수, 이흥렬, 성득경, 장현기
- 영상 : 한종훈
- 녹화 : 홍정근
- 타이틀 : 김복균
- 디자인 : 양회종
- 소품 : 간세기
- 의상 : 이명종
- 분장 : 장병인
- 미용 : 김임순
- 야외촬영 : 김승범, 박희환
- 야외조명 : 이현우, 허명회
- 영사 : 강영규, 이상봉
- 편집 : 민대식
- 음악 : 임효택
- 효과 : 손효신, 한성진
- 작사 : 유열
- 작곡 : 박상훈
- 노래 : 채은옥
- 카메라 : 이상우, 차종성, 오창근, 김의종
- 조연출 : 김종현